# ساندرا کالدول
ساندرا کالدوِل (انگلیسی: Sandra Caldwell) بازیگر، نویسنده و خواننده اهل ایالات متحده آمریکا است. وی از سال ۱۹۸۸ میلادی تاکنون مشغول فعالیت بوده است. تجربهٔ دست اول او به‌عنوان یک زن ترنس در صنعت سرگرمی در فیلمی مستند در سال ۲۰۲۰ به تصویر کشیده شد.
از فیلم‌ها یا مجموعه‌های تلویزیونی که وی در آن‌ها نقش داشته است، می‌توان به قتل در سال ۱۶۰۰، مایل هستید برقصیم؟ و مردان کوچک اشاره نمود.